# Oerath
Oerath ist ein Ortsteil der Stadt Erkelenz in Nordrhein-Westfalen. Heute führt eine Umgehungsstraße auf östlicher Seite um das Dorf herum, sie verläuft von Erkelenz nach Wegberg.

## Geschichte

### Ortsgeschichte
Die erste Erwähnung dieses Ortes stammt aus dem Jahr 1309, als Oerath noch „Udenraide“ hieß. Den Namen „Oerath“ trägt das Dorf erst seit Mitte des fünfzehnten Jahrhunderts, als etwa 1460 der Sprachwechsel von Udenraide nach „Oerode“ und später Oerath erfolgte.
Das Aachener Marienstift besaß hier propsteiliche Manngüter.
Oerath ist eines der Dörfer, die schon immer zur Stadt Erkelenz gehörten.

### Ortsnamen
Das Grundwort -rath im Ortsnamen zeigt an, dass die Siedlung in der mittelalterlichen Rodungsphase gegründet worden ist. Im Bestimmungswort ist der Personennamen Odo, Udo enthalten.

## Bauwerke

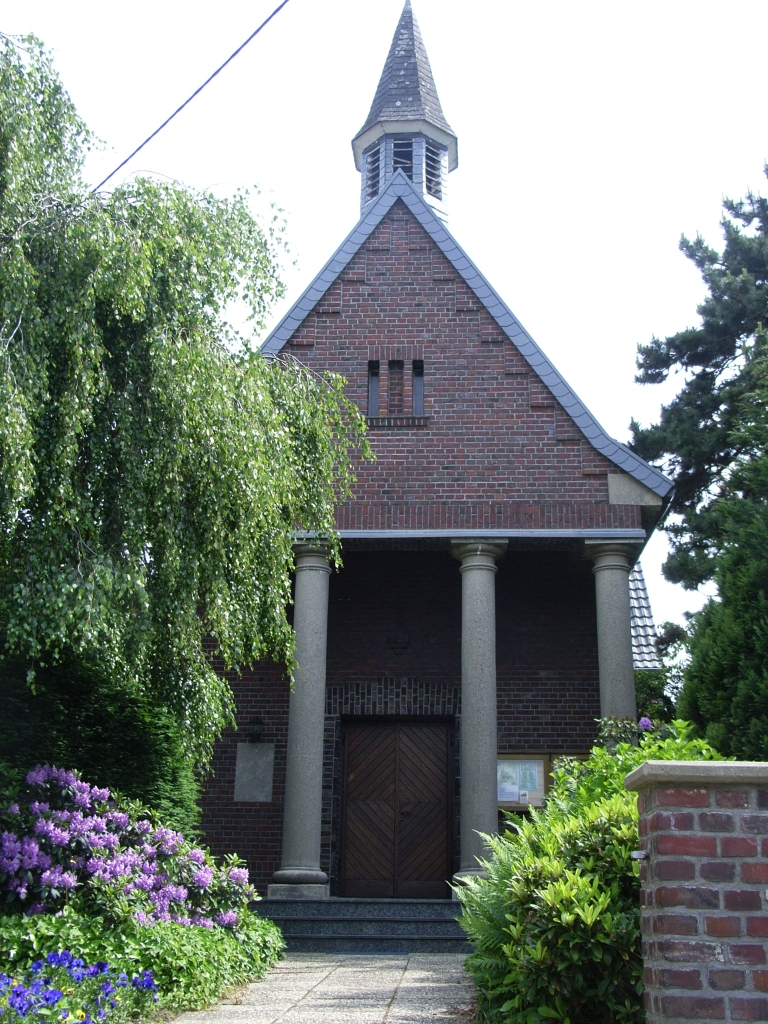
Oerather Klassizismus: Kapelle Hl. Familie

Im Ortskern stehen einige Wohnhäuser aus dem 19. Jahrhundert unter Denkmalschutz. Gerade die älteren zeichnen sich durch Backsteinfassaden aus. Zudem gibt es drei geschützte Wegkreuze.
Im Jahr 1931 wurde im Dorf eine Kapelle errichtet und zwischen 1949 und 1954 erweitert. Die Einrichtung aus Altar, Kreuz und Ambo wurden vom Erkelenzer Künstler Haak gestaltet, 13 Farbfenster sind vorhanden.

## Verkehr

### Fahrrad
Die Mispelbaumtour verläuft durch das Dorf, sie verbindet alle Erkelenzer Ortschaften, die zum Herzogtum Geldern gehörten.

### Bus
Die Linie EK4 verbindet Oerath mit Erkelenz.
Zudem verkehrt der Multi-Bus seit dem 9. Juni 2024 kreisweit erweitert und zu einheitlichen Bedienzeiten. Mehr Informationen gibt es bei WestVerkehr.
| Linie | Verlauf |
| ----- | --- |
| EK4   | ErkaBus: Erkelenz Bf – Erkelenz Stadthalle – Oerath – Oerather Mühlenfeld – (Erkelenz Süd ←) Erkelenz Bf oder (Erkelenz ZOB –) Erkelenz Bf – Oestrich – Neuhaus – Mennekrath – (Erkelenz Gymnasium – Erkelenz Bf) / Erkelenz ZOB |